# Tensed
Tensed és una població dels Estats Units a l'estat d'Idaho. Segons el cens del 2000 tenia 126 habitants.

## Demografia
Segons el cens del 2000, Tensed tenia 126 habitants, 58 habitatges, i 36 famílies. La densitat de població era de 270,3 habitants/km².
Dels 58 habitatges en un 22,4% hi vivien nens de menys de 18 anys, en un 53,4% hi vivien parelles casades, en un 3,4% dones solteres, i en un 37,9% no eren unitats familiars. En el 36,2% dels habitatges hi vivien persones soles el 17,2% de les quals corresponia a persones de 65 anys o més que vivien soles. El nombre mitjà de persones vivint en cada habitatge era de 2,17 i el nombre mitjà de persones que vivien en cada família era de 2,78.
Per edats la població es repartia de la següent manera: un 20,6% tenia menys de 18 anys, un 2,4% entre 18 i 24, un 25,4% entre 25 i 44, un 31% de 45 a 60 i un 20,6% 65 anys o més.
L'edat mediana era de 46 anys. Per cada 100 dones de 18 o més anys hi havia 104,1 homes.
La renda mediana per habitatge era de 18.750 $ i la renda mediana per família de 25.536 $. Els homes tenien una renda mediana de 21.875 $ mentre que les dones 29.250 $. La renda per capita de la població era d'11.111 $. Aproximadament el 27% de les famílies i el 37,1% de la població estaven per davall del llindar de pobresa.

## Poblacions més properes
El següent diagrama mostra les poblacions més properes.